# Široká veža
Der Široká veža (deutsch Roter Turm, ungarisch Vörös-torony, polnisch Mały Lodowy Szczyt) ist ein 2462 m n.m. (nach älteren Quellen 2461 m n.m.) hoher Berg in der Hohen Tatra in der Slowakei. Der Gipfel befindet sich am Hauptkamm der Hohen Tatra zwischen den Bergen Ostrý štít im Westen und Malý Ľadový štít über den Sattel Sedielko im Norden und ist ein Knoten, mit dem Anfang des nach Südosten verlaufenden Seitengrats Prostredný hrebeň (deutsch Mittelriegel). Die angrenzenden Täler sind Veľká Studená dolina im Süden, Javorová dolina im Nordwesten und Malá Studená dolina im Nordosten.
Die erste bekannte Benennung ist der lateinisch-deutsche Name Mons Pessulanus der Riegelberg in einer Skizze der Hohen Tatra von Georg Buchholtz d. J. aus dem Jahr 1717. Mit diesem Namen sollte die Knotenlage des Bergs hervorgehoben werden. Noch 100 Jahre später erschien der Name Riegelberg und die slowakischen (Závorový štít) und ungarischen (Reteszhegy) Übersetzungen, in der ersten Hälfte des 19. Jahrhunderts setzte sich aber der von zipserdeutschen Bergführern verwendete Name Roter Flossturm oder Roter Flussturm durch. Mit dem Wort Floss beziehungsweise Fluss meinten sie die markante Kluft an der Nordwestseite, doch im ungarischen erschien die fehlerhafte Übersetzung Vörös-patak-torony, mit der Bedeutung „Turm des roten Bachs“. Die rötlichen Flecken in den Felsen gaben später dem Felsturm den vereinfachten Namen Roter Turm, mit passenden slowakischen (Červená veža), ungarischen (Vörös-torony) und selten erscheinenden polnischen (Czerwona Turnia) Übertragungen. 
Der heute gültige slowakische Name Široká veža bedeutet wörtlich „Breiter Turm“ weist auf die Gestalt des Felsturms hin. Die ungarische Übersetzung dafür ist Széles-torony. Die gängige polnische Bezeichnung ist Mały Lodowy Szczyt, die den Felsturm zu einem Seitengipfel des Ľadový štít (deutsch Eistaler Spitze) macht. Die slowakische Entsprechung (Malý Ľadový štít) bezeichnet jedoch einen anderen Berg (polnisch Lodowa Kopa) im Bergmassiv des Ľadový štít. 
Der Berg liegt abseits touristischer Wanderwege und ist offiziell nur für Mitglieder alpiner Vereine oder mit einem Bergführer zugänglich. Zum Gipfel führen mehrere Kletterrouten.